# 梅斯維爾 (科羅拉多州)
梅斯維爾（英語：Maysville）是位於美國科羅拉多州查菲縣的一個人口普查指定地區。

## 地理
梅斯維爾的座標為38°32′19″N 106°11′25″W / 38.53861°N 106.19028°W，而該地最高點為海拔高度2509米（即8232英尺）。

## 人口
根據2010年美國人口普查的數據，梅斯維爾的面積為32.14平方千米。當地共有人口135人，而人口密度為每平方千米4人。